# Bonetogastrura soulensis
Bonetogastrura soulensis is een springstaartensoort uit de familie van de Hypogastruridae. De wetenschappelijke naam van de soort is voor het eerst geldig gepubliceerd in 1975 door Thibaud.